# Manneville-la-Pipard
Manneville-la-Pipard je francouzská obec v departementu Calvados v regionu Normandie. Žije zde 262 obyvatel.

## Geografie

### Sousední obce
| Růžice kompasu | Pont-l'Évêque       | Saint-Julien-sur-Calonne | Les Authieux-sur-Calonne | Růžice kompasu |
| Růžice kompasu | Pierrefitte-en-Auge | Sever                    | Le Mesnil-sur-Blangy     | Růžice kompasu |
| Růžice kompasu | Pierrefitte-en-Auge | Manneville-la-Pipard     | Le Mesnil-sur-Blangy     | Růžice kompasu |
| Růžice kompasu | Pierrefitte-en-Auge | Jih                      | Le Mesnil-sur-Blangy     | Růžice kompasu |
| Růžice kompasu | Fierville-les-Parcs |                          |                          | Růžice kompasu |